# Юнгер Михайло Бейлович
Михайло Бейлович Юнгер (нар. 29 травня 1956, Київ, Українська РСР, СРСР) — український дипломат, перекладач, кандидат історичних наук. Тимчасовий повірений у справах України в Угорщині у 2014—2016 роках і тимчасовий повірений у справах України у Фінляндії у 2020 році.

## Біографія
Михайло Бейлович Юнгер народився 29 травня 1956 року в місті Києві, що входив на той час до складу Української РСР СРСР, в сім'ї угорця, українського письменника, казкаря, сценариста Бели Юнгера. Впродовж 1977—1982 років вчився на філологічному факультеті Ужгородського державного університету за спеціальністю «російська мова та література». Був дипломантом Всесоюзних студентських наукових конференцій у Новосибірську та Ленінграді. За навчання та захист дипломної роботи на тему «Моральні пошуки героїв романів Ю. Бондарева» отримав диплом з відзнакою.
По завершенню університету в період 1982—1983 років працював вчителем середніх класів школи у селі Красилівка Ставищанського району Київської області (нині — село у складі Білоцерківського району). Після працював поштарем у Білій Церкві у 1983—1985 роках. У 1985—1988 роках працював редактором у Республіканському центрі народної творчості у Києві, а з 1989 року до 1993 року завідував літературною частиною Київського міського театру ляльок. Після проголошення незалежності України Михайло Юнгер у 1993—1994 роках обіймав посаду головного спеціаліста відділу культури національних меншин Міністерства культури України. На той час посаду міністра обіймав Іван Дзюба.
Вже з червня 1994 року покинув Мінкульт і перейшов до Міністерства закордонних справ України. Перший секретар, консул Посольства України в Угорщині. В подальшому — був радником з політичних питань Посольства України в Угорщині і, пізніше, радником з економічних питань. Заступник директора департаменту культурного та гуманітарного співробітництва МЗС України. 2009 року Михайлу Юнгеру присвоєно дипломатичний ранг Надзвичайного і Повноважного Посланника другого класу.
У 2014—2016 роках Михайло Юнгер був призначений тимчасовим повіреним у справах України в Угорщині.
У 2016—2018 роках перебував на посаді начальника відділу країн Північної Африки, а з липня 2018 року перейшов до Посольства України у Фінляндії на посаду першого секретаря. 2020 року перебував на посаді тимчасово повіреного у справах України у Фінляндії.